# Vladimir Kuznecov (pallanuotista)
Vladimir Vladimirovič Kuznecov (in russo Владимир Владимирович Кузнецов?; Mosca, 30 giugno 1937) è un ex pallanuotista sovietico, vincitore di una medaglia di bronzo alle olimpiadi di Tokyo 1964.